# 島根県道326号頓原八神線
島根県道326号頓原八神線（しまねけんどう326ごう とんばらはかみせん）は、島根県飯石郡飯南町を通る一般県道である。

## 概要
飯石郡飯南町頓原から飯石郡飯南町獅子に至る。
飯石郡飯南町獅子 - 飯石郡飯南町野萱間で狭隘箇所がある国道184号の迂回路として、中国自動車道 三次ICと三瓶山を結ぶ道路として利用価値が高い。

### 路線データ
- 起点：飯石郡飯南町頓原（国道54号交点）
- 終点：飯石郡飯南町獅子（国道184号交点、島根県道325号佐田八神線終点）

## 路線状況

### 重複区間
- 飯石ふれあい農道（飯石郡飯南町長谷）
- 島根県道325号佐田八神線（飯石郡飯南町獅子）

## 地理

### 通過する自治体
- 飯石郡飯南町

### 交差する道路
| 交差する道路                                   | 交差する場所 | 交差する場所 |
| ---------------------------------------------- | ------------ | ------------ |
| 国道54号                                       | 頓原         | 起点         |
| 飯石ふれあい農道 重複区間起点                  | 長谷         |              |
| 飯石ふれあい農道 重複区間終点                  | 長谷         |              |
| 島根県道325号佐田八神線 重複区間起点           | 獅子         |              |
| 国道184号 島根県道325号佐田八神線 重複区間終点 | 獅子         | 終点         |

### 沿線
- 飯南町立頓原小学校（起点付近）
- 飯南町立頓原中学校（起点付近）
- 飯南町立飯南病院